# IJshockey Nederland
IJshockey Nederland (IJNL) is sinds medio 2017 de statutair gewijzigde naam van de Nederlandse IJshockey Bond (NIJB). Deze bond organiseert sinds het oprichtingsjaar (1934) de ijshockeysport in Nederland.
De bond, statutair gevestigd in Eindhoven, met kantoor in Tilburg, belegt jaarlijks een algemene ledenvergadering met de aangesloten leden, oftewel de clubs. Kerntaken van IJNL zijn, aldus de bond op de eigen website, 'het organiseren van de ijshockeycompetities en het selecteren, trainen en afvaardigen van nationale teams'. Centraal staat verder 'het ontwikkelen van de ijshockeysport in Nederland in de meest algemene betekenis van het woord'. IJshockey Nederland is lid van de nationale sportkoepel NOC*NSF en aangesloten bij de Internationale IJshockey Federatie (IIHF). De bond was al meerdere malen gastheer van het wereldkampioenschap ijshockey voor B-landen.
De hoogste professionele competities die onder auspiciën stonden van de ijshockeybond waren vanaf 2014/15 de Eredivisie en Eerste Divisie. In 2015/16 ging de BeNe-league ijshockey van start als hoogste competitie in de landen België en Nederland, welke wordt georganiseerd onder auspiciën van de KBIJF en IJNL. Deze verving daarmee respectievelijk de Belgische Elite league en de Eredivisie ijshockey. In deze competitie wordt behalve om de competitietitel ook gestreden om de landstitels in beide landen.
Drie clubs zijn vanaf de beginjaren actief: de Amsterdamse IJshockeyclub (AIJHC), de Haagse Hockey- en IJshockeyclub (HHIJC) en de Tilburgse IJssportclub (TIJSC).

## Ledenaantallen
Hieronder de ontwikkeling van het ledenaantal en het aantal verenigingen:
| Jaar | Ledenaantal | Verenigingen |
| ---- | ----------- | ------------ |
| 2019 |             | 42           |
| 2018 |             | 42           |
| 2017 | 5.846       | 42           |
| 2016 | 5.789       | 40           |
| 2015 | 5.601       | 41           |
| 2014 | 5.585       | 44           |
| 2013 | 5.653       | 36           |
| 2012 | 5.737       | 38           |
| 2011 | 5.848       | 39           |
| 2010 | 6.198       | 31           |
| 2009 | 6.119       | 32           |
| 2008 | 5.299       | 40           |
| 2007 | 5.336       | 41           |
| 2006 | 5.307       | 37           |
| 2005 | 5.621       | 50           |
| 2004 | 5.356       | 51           |
| 2003 | 4.114       | 48           |
| 2002 | 6.771       | 47           |
| 2001 |             | 47           |
| 1999 | 6.414       | 42           |
| 1996 | 4.704       | 21           |
| 1993 | 4.206       |              |
| 1990 | 4.099       |              |
| 1987 | 3.770       |              |
| 1984 | 4.219       |              |
| 1981 | 4.155       |              |
| 1978 | 6.730       |              |